# La Plaine (Dominica)
La Plaine è un centro abitato della Dominica, situato nella parrocchia di Saint Patrick.